# Paúles de Lara
Paúles de Lara es un pueblo perteneciente al municipio de Jurisdicción de Lara, situado al sureste de la provincia de Burgos, y que pertenece a la Comunidad de Castilla y León (España). Está situado a 40 km de la capital: Burgos.

## Geografía
Se encuentra situado en la comarca de la La Demanda y Pinares, en la provincia de Burgos, comunidad de Castilla y León. Partido judicial de Salas de los Infantes. Al norte limita con Mazueco y Villoruebo, al noreste con Torrelara, al suroeste con Quintanilla de las Viñas y Cubillejo y al sur con Vega de Lara y Aceña de Lara.
En la antigüedad la zona formó parte del Alfoz de Lara, donde la casa de Lara tenía su base patrimonial.

## Demografía
En el censo de 2006 contaba con 20 habitantes.

## Historia
Cuando cayó el Antiguo Régimen quedó agregado al ayuntamiento constitucional de Jurisdicción de Lara, en el Partido de Salas de los Infantes que pertenece a la región de Castilla la Vieja. En la Edad Media perteneció al Alfoz de Lara.
En los siglos XIX y XX, el tipo de economía era de subsistencia, con pequeñas explotaciones agrícola-ganaderas. Las mujeres debían hacer todas las labores de la casa e ir a ayudar a sus maridos al campo mientras que los hombres eran los que llevaban el mayor peso en las labores del campo. Los hijos ayudaban desde muy pequeños en las labores tanto de la casa como del campo. En el piso inferior de la casa estaba el ganado y servía también para almacenar productos agrarios y en la planta superior se encontraban las habitaciones y las cocinas.
Actualmente posee con una cantina llamada Virgen del Rosario en la plaza y la calle principal es la Calle Real, en ella están agrupadas las viviendas en hilera. La mayoría de las casas son de planta y piso aunque también encontramos algunas casas de una sola planta. En estas casas predomina la piedra caliza, las ventanas son de tamaño mediano y podemos encontrar puertas de madera en algunas casas y tenadas.
Cuenta con una elevada altitud media por encima de los 1000 metros. El nombre de la localidad, Paúles, significa "terrenos pantanosos cubiertos de hierba". Y el mote de sus habitantes es “brujos”. Los pueblos más cercanos son Torrelara a 5 km, La Aceña a 1,4 km y la Vega de Lara a 1,9 km.
En algunas tierras de Paúles se han encontrado restos prehistóricos, como un fémur de dinosaurios, que están expuestos en el Museo de Salas de los Infantes. Debido a que hace siglos todo lo que ahora es tierra era agua existe una gran cantidad de fósiles en la fuente de Val de Román.

## Monumentos y lugares interesantes
- Iglesia parroquial de San Pedro apóstol (primera mitad del siglo XVIII).
- Vistas a la Sierra Mencilla.
- En Lara de los Infantes , el pueblo vecino, podemos visitar el Castillo de Lara, fundado en el 902

## Juegos populares
- Juego de bolos
- Tuta

## Fiestas y eventos
- San Pedro de Ambincula (El 1 de agosto)
- La Virgen del Rosario (El primer domingo de octubre

## Asociaciones
Perteneció desde 2008 hasta 2014 a la Asociación para el Desarrollo de Tierra de Lara, que fue creada por David García Y cuyo objetivo principal es el desarrollo de los pueblos que pertenecen a dicha asociación. Se celebran varias actividades entre las que cabe destacar la subida al castillo, el Correlara y sobre todo El día del Alfoz de Lara, un día de encuentro entre los habitantes de Tierra Lara que muestran a la gente que asiste sus tradiciones y costumbres. Este día se celebra cada año en un pueblo diferente de Tierra Lara, en el que el ganado y la feria de productos locales tienen un valor importante, además de los bailes tradicionales y la comida popular. 